# Здзешовице
Здзешовице (пол. Zdzieszowice, нем. Deschowitz)  —  город  в Польше, входит в Опольское воеводство,  Крапковицкий повят.  Имеет статус городско-сельской гмины. Занимает площадь 12,35 км². Население — 13 467 человек (на 2004 год).